# Estabilidad numérica
En el subcampo matemático del análisis numérico, la estabilidad numérica es una propiedad de los algoritmos numéricos. Describe cómo los errores en los datos de entrada se propagan a través del algoritmo. En un método estable, los errores debidos a las aproximaciones se atenúan a medida que la computación procede. En un método inestable, cualquier error en el procesamiento se magnifica conforme el cálculo procede. Métodos inestables generan rápidamente anomalías y son inútiles para el procesamiento numérico.
La estabilidad numérica de un método junto con el número de condición define cuán buen resultado podemos obtener usando métodos aproximados para calcular cierto problema matemático. 
Algunas veces un solo cálculo puede ser logrado de varias maneras, que pueden ser algebraicamente idénticas en términos de números reales o complejos, pero que en la práctica producen resultados diferentes según varían los niveles de estabilidad numérica. Una de las tareas comunes del análisis numérico es tratar de seleccionar algoritmos robustos: esto es, que tienen una buena estabilidad numérica en un amplio intervalo (range) de situaciones. Estos métodos están frecuentemente disponibles para usuarios de lenguajes de programación como bibliotecas de computación matemática (ver mathematical computing libraries). El uso apropiado de bibliotecas de computación matemática es usualmente muy superior a algoritmos numéricos "caseros".

## Definición
Dado un algoritmo f(x), con x los datos de entrada y ε el error en los datos de entrada, decimos que el algoritmo es numéricamente estable (es decir que el algoritmo depende continuamente de los parámetros) para el error absoluto si
{\displaystyle x-(x+\epsilon )\simeq f(x)-f(x+\epsilon )}
y numéricamente estable para el error relativo si
{\displaystyle {\frac {x-(x+\epsilon )}{x}}\simeq {\frac {f(x)-f(x+\epsilon )}{f(x)}}}
Decimos que un algoritmo es numéricamente inestable para el error absoluto si 
{\displaystyle x-(x+\epsilon )<<f(x)-f(x+\epsilon )\ }
y numéricamente inestable para el error relativo si
{\displaystyle {\frac {x-(x+\epsilon )}{x}}<<{\frac {f(x)-f(x+\epsilon )}{f(x)}}}